# Mercy (Duffy)
Mercy è un singolo della cantante britannica Duffy, pubblicato l'11 febbraio 2008 come secondo estratto dal primo album in studio Rockferry.
Nei negozi di dischi è stato diffuso il 25 febbraio successivo dalla A&M e dalla Polydor.

## Descrizione
La canzone è stata scritta da Steve Booker e da Duffy ed è stata prodotta da Booker stesso. Il singolo è stato uno dei maggiori successi del 2008, avendo raggiunto le prime posizioni delle classifiche di tutti i più importanti paesi europei, tra cui il Regno Unito, in cui ha debuttato al primo posto, e la terza nella classifica mondiale. Ha riscosso un discreto successo anche in territori extraeuropei, raggiungendo la terza posizione in Giappone, l'undicesima in Canada e la ventisettesima negli Stati Uniti.
Il singolo, primo grande successo della cantante, è stato pubblicato in diversi formati che si differenziano tra loro per quantità di b-side contenute. Tra le varie versioni sono state inserite le canzoni Tomorrow, Oh Boy e Save It for Yourself.
Durante il Lost Highway Tour, la band statunitense Bon Jovi ha eseguito frammenti di questa canzone incorporandola alla loro canzone I'll Sleep When I'm Dead.

## Video musicale
Il videoclip, diretto dalla regista Adria Petty, mostra Duffy esibirsi in un locale, su una pedana, mentre un gruppo di ballerini,
vestiti e che ballano secondo lo stile Mod, si esibisce sullo sfondo. In seguito è stata girata una seconda versione del video per il mercato statunitense. In questa nuova versione del video, la cantante esegue il brano in mezzo ad un gruppo di persone che danzano.

## Tracce
CD-Single (A&M 06025 1764276 (UMG) / EAN 0602517642768)
1. Mercy – 3:43
2. Tomorrow – 3:11 (Eg White, Duffy)

CD-Maxi (A&M 06025 1764278 (UMG)
1. Mercy – 3:43
2. Tomorrow – 3:11
3. Oh Boy (Richard J. Parfitt)
4. Save It for Your Prayers
5. Mercy (Video)

7" Single (Polydor / Rough Trade / A&M 176 178-2 [eu] / EAN 0602517617827)
1. Mercy – 3:43
2. Save It for Your Prayer

### Pubblicazione
- Stati Uniti, 25 dicembre 2007
- Australia, 1º gennaio 2008
- Italia, 17 gennaio 2008
- Regno Unito, 31 gennaio 2008
- Islanda
- Danimarca
- Irlanda
- Svizzera
- Malta, 2 febbraio 2008

## Classifiche
| Classifica 2008     | Posizione raggiunta |
| ------------------- | ------------------- |
| Svizzera            | 1                   |
| Germania            | 1                   |
| Austria             | 1                   |
| Paesi Bassi         | 1                   |
| Norvegia            | 1                   |
| Bulgaria            | 1                   |
| Irlanda             | 1                   |
| Regno Unito         | 1                   |
| Francia             | 2                   |
| Spagna              | 2                   |
| Danimarca           | 2                   |
| Belgio (Fiandre)    | 3                   |
| Svezia              | 3                   |
| Finlandia           | 3                   |
| Italia              | 3                   |
| Giappone            | 3                   |
| Portogallo          | 3                   |
| Classifica mondiale | 3                   |
| Nuova Zelanda       | 4                   |
| Belgio (Vallonia)   | 5                   |
| Canada              | 11                  |
| Australia           | 26                  |
| Stati Uniti         | 27                  |